# Брюнелли, Борис Евгеньевич
Бори́с Евге́ньевич Брюне́лли (4 марта 1913, Новороссийск — 13 августа 1999, Санкт-Петербург) — доктор физико-математических наук (1966), профессор (1967), специалист в области геофизики высоких широт и изучения магнитосферы.

## Биография
Научную деятельность начал в Ленинградском государственном университете, где работал более 30 лет. В Полярном геофизическом институте КФАН СССР работал с 1967 по 1985 гг. — заместителем директора по научной работе.
Принимал активное участие в разработке комплексной программы фундаментальных исследований полярной ионосферы.
Ветеран Великой Отечественной войны, которую прошёл в качестве командира противотанковой батареи.

## Научная деятельность
Автор 113 публикаций, в том числе монографии «Метод некогерентного рассеяния радиоволн» (в соавторстве) и 12 изобретений.
Под его руководством защищены 12 кандидатских и две докторские диссертации.

### Основные публикации
- Ионосферные возмущения в низких широтах. (1971)
- Исследования по геомагнетизму и аэрономии авроральной зоны. (1973)
- Метод некогерентного рассеяния радиоволн. (1979)
- Модель ионной химии Д-области ионосферы. (1990) Соавт. Г. А. Петрова
- Физика ионосферы. (1988) Соавт.: А. А. Намгаладзе

## Награды
За участие в работах по освоению Арктики и Антарктики и за плодотворную научную деятельность награждён орденами «Знак Почёта» и Трудового Красного Знамени.